# Hosszúcsápú vércincér
A hosszúcsápú vércincér (Purpuricenus kaehleri) a cincérfélék családjába tartozó, Európában honos, lombos fákon élő bogárfaj. 

## Megjelenése
A hosszúcsápú vércincér testhossza 13-24 mm. Alakja megnyúlt, karcsú. Feje a többi cincérhez hasonlóan a test tengelyére merőlegesen, lefelé mutat. Teste fekete, a szárnyfedői vörösek, a varraton egy nagy, megnyúlt tojás alakú fekete folt látható, amely sem a szárnyvéget, sem a pajzsocskát nem éri el. A folt mérete változó lehet, néha eléri a pajzsocskát, sőt az egész szárnyfedő fekete lehet; máskor két apró pontra redukálódik. Az előtor általában fekete, néha különböző kiterjedésű vörös foltokkal; esetenként vörös alapszínű, fekete foltokkal. Az előhát felszíne finoman és szórtan szőrözött, inkább csupasznak tűnik; emellett sűrűn és durván pontozott. Oldalaiból egy-egy hegyes tüske áll ki.

## Elterjedése és életmódja
Európában honos, Észak-Spanyolországtól az Urálig. Inkább déli faj, Észak-Európából (Brit-szigetek, Skandinávia, Észak-Németország) hiányzik, Közép-Európában ritka. Magyarországon országszerte előfordul, de ritka, elsősorban a száraz, meleg tölgyesek lakója. 
Lárvája polifág, különféle lombos fák (főleg tölgy, szelídgesztenye, bükk, fűz, nyár, gyümölcsfák) száraz, vékonyabb ágaiban fejlődik. Két-három évig fejlődik. Az imágó májustól júliusig rajzik, Közép-Európában és a Dél-Urálban többnyire a a fák lombkoronájában koronáján vagy a száraz fák törzsén tartózkodik. A mediterrán régióban a bogarak a bokrok, lágyszárú növények virágait is gyakran látogatják.  
Magyarországon védett, természetvédelmi értéke 10 000 Ft.

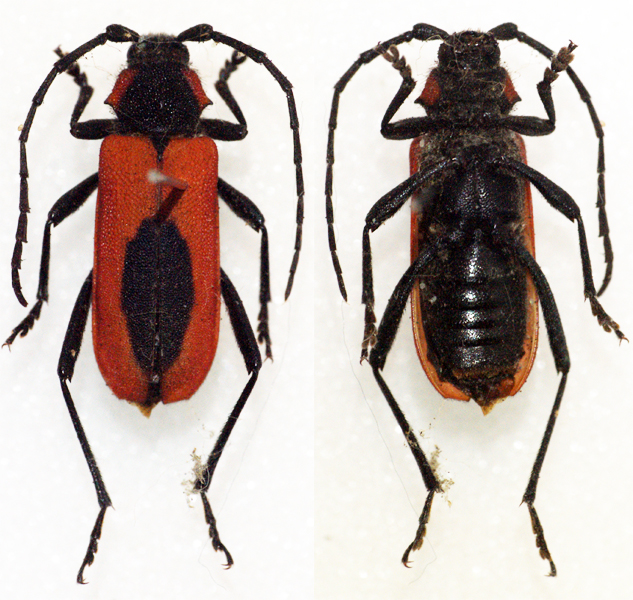
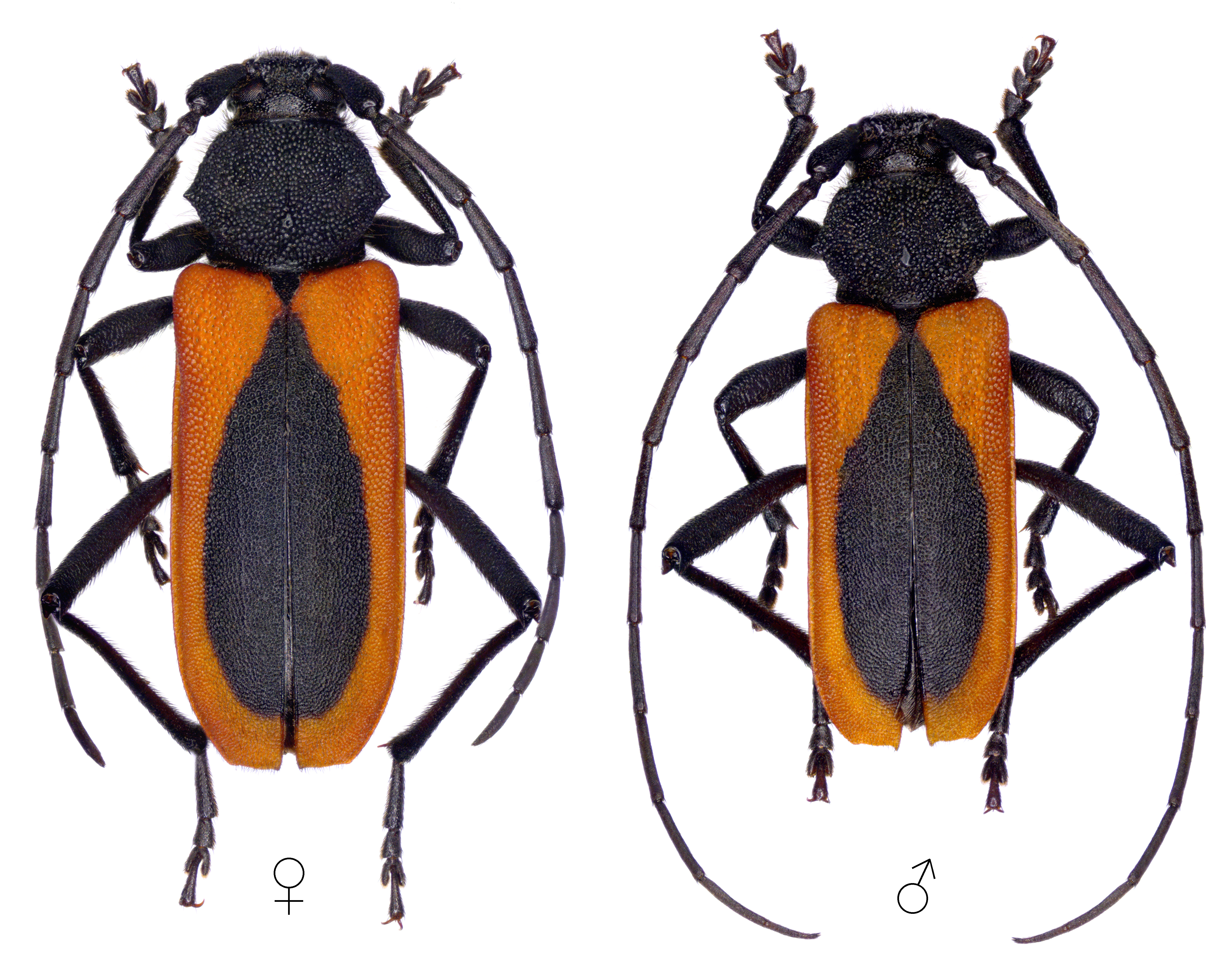
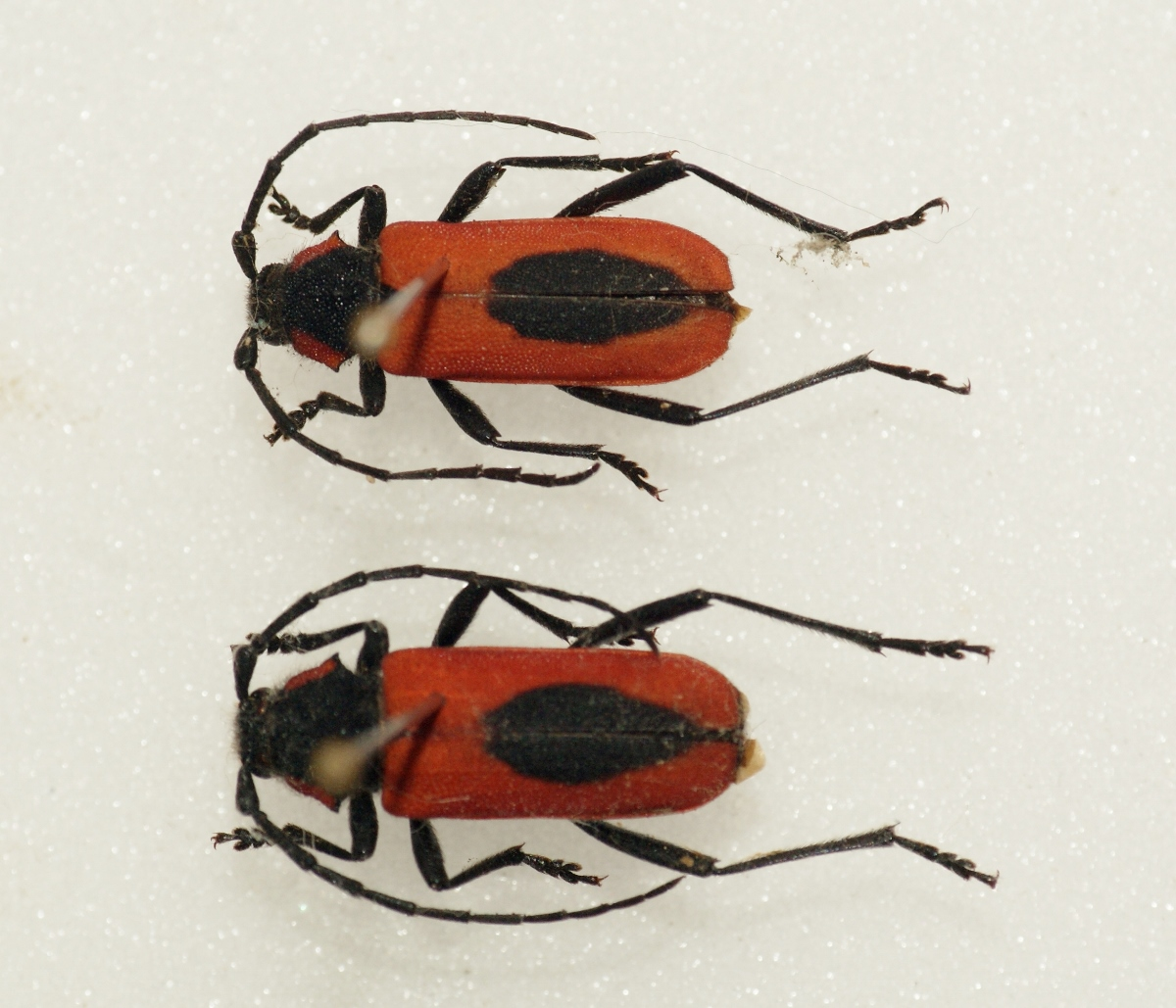
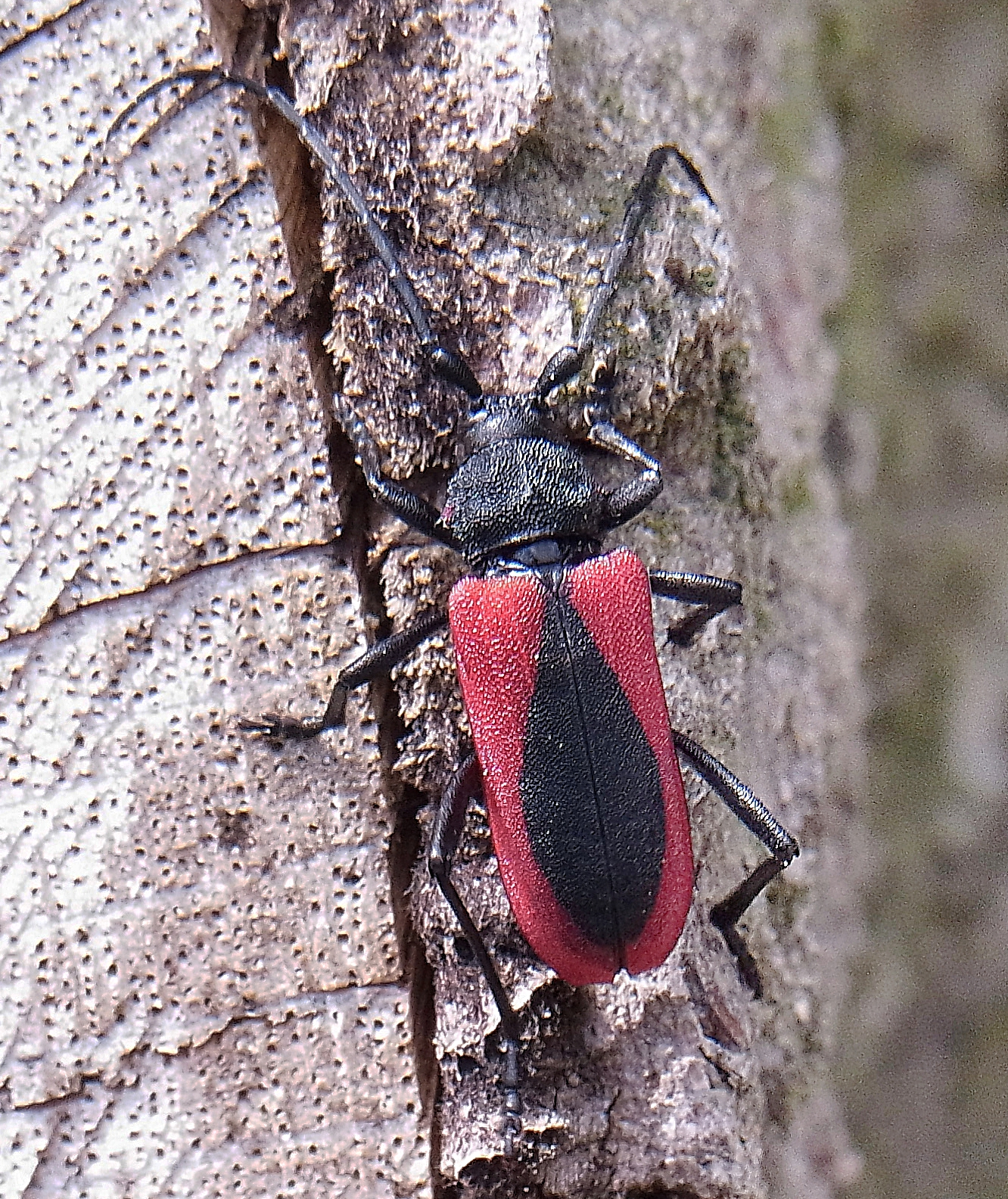
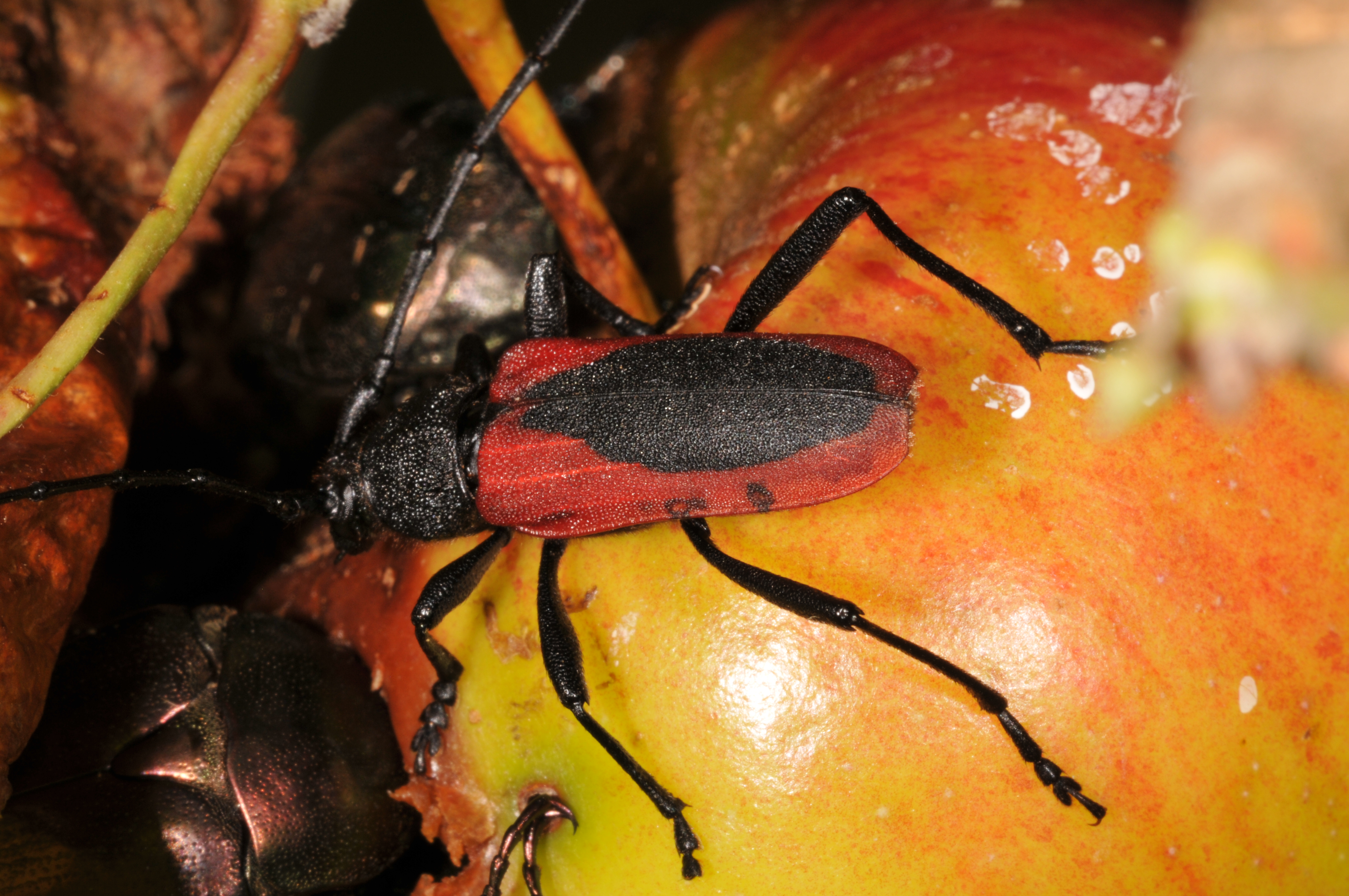